# 莫夫奇尼夫
51°11′32″N 32°55′30″E / 51.19222°N 32.92500°E
莫夫奇尼夫（烏克蘭語：Мовчинів），是烏克蘭北部的村莊，隸屬切爾尼希夫州的尼任區。該村始建於1695年，面積0.03平方公里，海拔高度146米，2006年人口203，人口密度每平方公里8,120人。